# France Ačko
France Ačko (geboren als Ludvig-Gvido Ačko; * 23. Juli 1904 in Maribor; † 30. Dezember 1974 in Ljubljana) war ein slowenischer Kirchenmusiker, Organist und Komponist.

## Leben
France Ačkos Eltern waren der Finanzbeamten Alojz Ačko und dessen Frau Jožefa. Er war das jüngste von fünf Kindern. Seine Mutter starb 1908. 1910 heiratete sein Vater erneut. Im Alter von zehn Jahren erhielt Ačko beim Geiger Johann Gröger Violinunterricht. 1915 beendete er die Grundschule, die er ab 1910 besucht hatte, und wechselte auf das Gymnasium. Hier wurde er Mitglied des Schulorchesters. Als Vierzehnjähriger wurde er zum Militärdienst eingezogen und er diente unter General Rudolf Maister. Trotz großer Armut nach dem Krieg schloss er 1920 auf dem Gymnasium in Maribor die Unterstufe ab.
Im September jenes Jahres trat er in den Franziskanerorden ein. Nach dem einjährigen Noviziat im Franziskanerkloster Nazarje legte er sein erstes Ordensgelübde im Franziskanerkloster Kamnik ab. Hier blieb er bis 1925. In dieser Zeit besuchte er ein privates, kirchliches Gymnasium, das er 1925 abschloss. In dieser Zeit fertigte er seine ersten musikalischen Kompositionen, zum einen die von der Gregorianik inspirierten einstimmigen Vokalstücke O Emanuel, Te Joseph, Regina Caeli und Alma Redemptoris mater, aber auch die Violinduette Dva kraljeviča und Novo zvonjenje. In Kramnik begann Ačko Klavier zu spielen, aber seine Mitbrüder behinderten ihn in seinem Eifer. Darauf ging er nach Ljubljana, wo er in der Mariae-Verkündigung-Kirche seine Profess ablegte. Hugolin Sattner übernahm jetzt seine musikalische Ausbildung. Er unterrichtete ihn im Klavier- und Orgelspiel, Gesang, Dirigieren, Harmonielehre und Kontrapunkt. 
Parallel dazu begann er mit einem Studium an der Theologischen Fakultät in Ljubljana. 1928 wurde er zum Priester geweiht und feierte seine Primiz in der Mariae-Verkündigung-Kirche. Jetzt begann er sich sozialpolitisch zu engagieren. Er war Mitherausgeber der Zeitung Krekove mladine Ogenj, für die er diverse Artikel schrieb, und arbeitete bei der neu gegründeten Buchreihe Krekova knjižnica. Hierzu steuerte er 1931 die slowenische Übersetzung von Upton Sinclairs Roman Samuel the Seeker bei. Er wurde geistlicher Leiter der Pfadfinderorganisation Borc. Sein Theologiestudium schloss er 1930 ab und wurde Kaplan, Subsidiar und Gregorianiklehrer an der Mariae-Verkündigung-Kirche.
Er begann jetzt ein Musikstudium am Konservatorium in Ljubljana, brach dieses aber nach zwei Jahren auf Grund von Meinungsverschiedenheiten mit verschiedenen Professoren ab. Er besuchte die Gesangsklasse von Matej Hubad (1866–1937), Janko Ravniks Klavierklasse und die Kompositionsklasse von Lucijan Marija Škerjanc. Stanko Premrl unterrichtete ihn in Harmonielehre und an der Orgel. Nach Hugolin Sattners Tod wurde er 1934 Regens chori und leitete den Kirchenchor. Bis 1937 veröffentlichte er zahlreiche Kompositionen in den Zeitschriften Lučka, Cerkveni glasbenik und Luč. Sein populärstes Stück dieser Zeit war das Weihnachtslied Počivaj, milo detece, das er 1937 veröffentlichte. In diesem Jahr ging er zum zweiten Mal nach Kamnik. Hier begann er bei Srečko Koporc (1900–1965) unter anderem musikalische Formenlehre und Instrumentierung zu studieren. 1938 schrieb er die weltliche Komposition Zwei Lieder für Gesang und Klavier und mehrere sakrale Werke wie Hitimo k Božji Materi, Naš kralj naj živi. 1941 veröffentlichte er die Sammlung mit Weihnachtsliedern Arx Fugae, die Lieder wie Angelčki stopajo, Počivaj, milo detece, Na kamelah jezdijo und Hej, pastirčki enthielt. Im selben Jahr entstand eine Ouvertüre für Orchester und die Fuga double für Klavier.

## Werke (Auswahl)
Im österreichischen Regionalteil des Gotteslob wurde 2013 ein Gesang France Ačkos in drei Sprachen aufgenommen: 759,1 Wir bitten dich, erhöre uns (deutsch) 759,2 Te rogamus audi nos (lateinisch) 759,3 Prosimo te, usliši nas (slowenisch).
Wichtige Werke sind:
- Ouvertüre, 1941
- Fuga double für Klavier, 1941
- Missa Solemnis, 1941
- Počivaj
- Milo Detece

Weitere Werke:
- Balada o Damjanu [Ballade über Damian] für Gesang und Klavier OCLC 780640520
- Bratec moj [Mein Bruder] OCLC 780720551
- Kak zalivajo solzice OCLC 780720608
- Marija sedem žalosti OCLC 780720673
- Na Golgoto se vije pot OCLC 780720501
- V tovarni OCLC 780640520